# Prinz Heinrich Kapelle

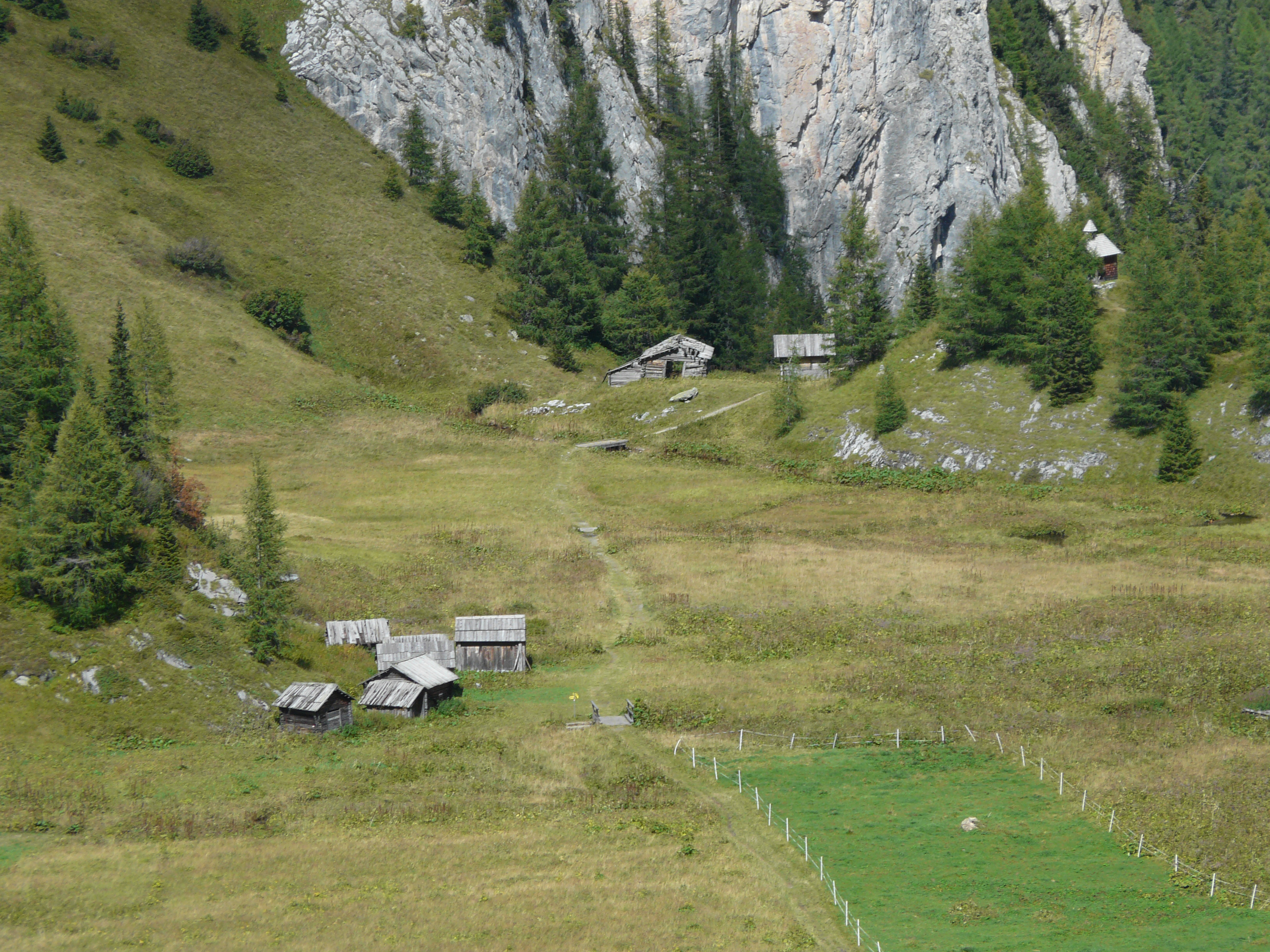
Obstanser Boden s kaplí Prinze Heinricha v pravém horním rohu

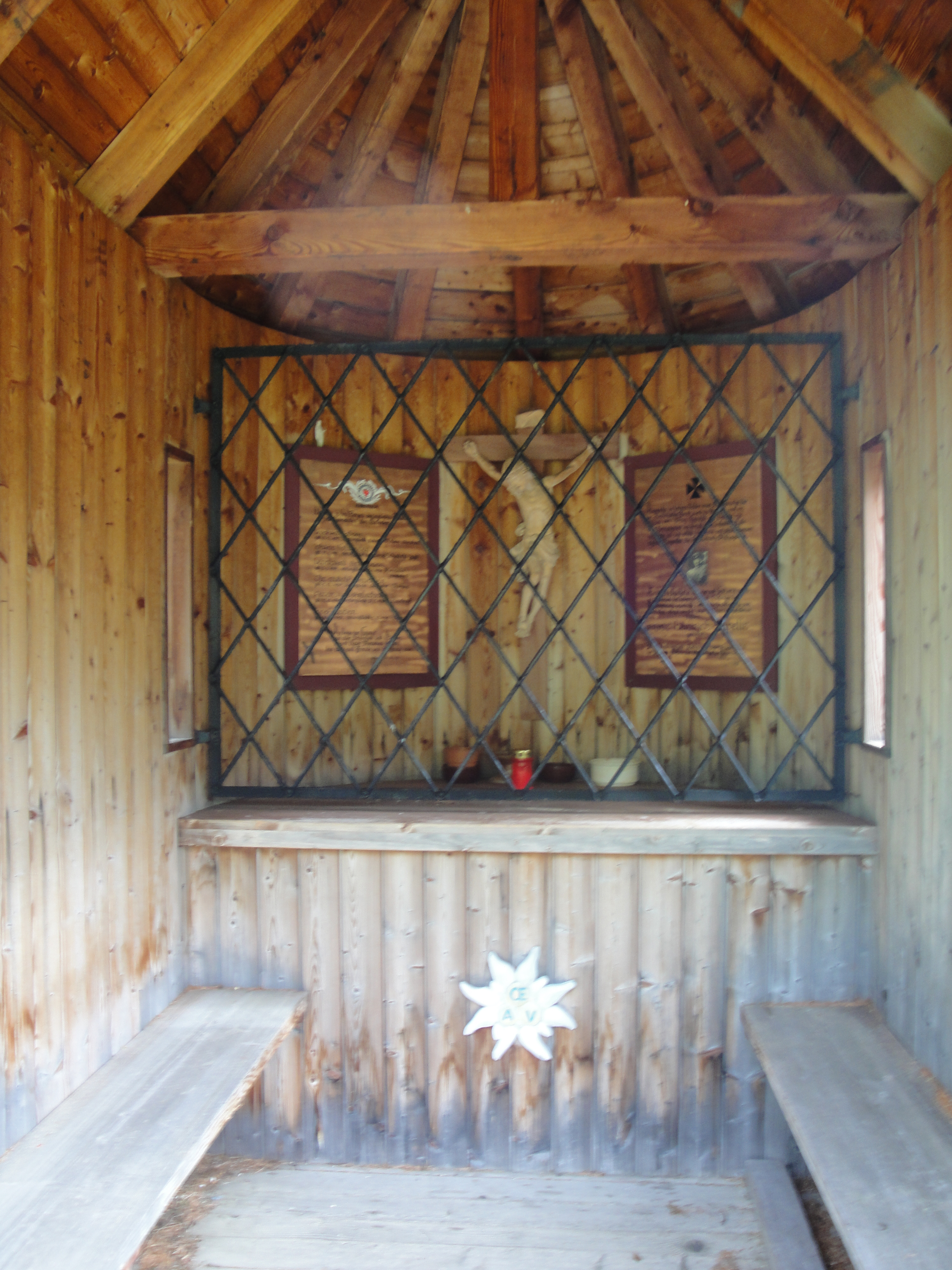
Kaple knížete Heinricha - Pohled do interiéru

Kaple Prinze Heinricha je malá dřevěná kaple v nadmořské výšce 1957 m n. m., postavená na mírném kopci na Obstanser Boden ve Východním Tyrolsku v Karnských Alpách. Byla postavena na památku frontové linie, která se zde nacházela během první světové války, a především na památku majora Heinricha, bavorského prince, který jako velitel praporu bavorského záchranného pluku podporoval tyrolské strážce hranic.

## Historie
Kapli postavili v květnu 1916 rakouští vojáci jako jednoduchou dřevěnou konstrukci se šindelovou střechou a kůrovým obložením. Poté, co vyšlo najevo, že v listopadu 1916 padl v Rumunsku princ Heinrich Bavorský, byla nově postavená kaple pojmenována po něm. V roce 1928 převzala údržbu kaple rakouská sekce Německého a rakouského alpského klubu. Dvacet let po postavení kaple proběhla její kompletní rekonstrukce.
U příležitosti 150. výročí tyrolských bojů za svobodu byla kaple v roce 1959 znovu opravena. Tohoto úkolu se ujali především chlapci z katolické venkovské mládeže a navrátilci z obce Kartitsch. Pamětní deska v kněžišti, která již byla vlivem počasí nečitelná, byla nahrazena dřevěnou deskou s vyobrazením knížete Heinricha a nápisem. Většinu nákladů na rekonstrukci nesla stejně jako v roce 1936 východotyrolská obec Kartitsch. Zbývající částka byla získána z darů místních obyvatel. Dne 30. srpna 1959 se konala horská mše, při níž byla požehnána kaple prince Heinricha. Další renovace následovala v roce 1971.
Bývalý správce chaty Obstanserseehütte Alois Goller se v roce 1987 zasloužil o přestavbu kaple. Dřevěná konstrukce v té době již značně utrpěla vlivem povětrnostních podmínek. Proto byl tesařský mistr Josef Lusser pověřen stavbou nové kaple podle starého vzoru. Náklady byly hrazeny rakouskou sekcí, obcí a turistickým spolkem Kartitsch a dobrovolnými dárci. Tehdejší nájemce chaty Obstanserseehütte, rodina Bodner/Herrnegger věnovala na věž malý zvon. Dále byl v kněžišti umístěn umělecký dřevěný kříž od Helmuta Bodnera, který pochází ze Svatého Oswaldu. Dřevěná deska, která byla obnovena při renovaci v roce 1959 a mezitím se stala opět nečitelnou, byla nyní nahrazena měděnou deskou s obrázkem a stejným nápisem. Místní skupina rakouské horské služby Kartitsch vyrobila další pamětní desku stejné velikosti a provedení na památku všech horských kamarádů z Kartitschu, kteří zahynuli při nehodě. Požehnání nové kaple se uskutečnilo 16. srpna 1987 při horské mši.

## Současný stav
Kaple, která je v dobrém stavu, je oblíbeným výletním místem i místem odpočinku a vzpomínek. Západně od kaple Prinze Heinricha, nedaleko od ní, se stále nacházejí zbytky základů prostřední stanice vojenské lanovky Winkeltal/Obstans. Dále se zde nacházejí zbytky opěrných zdí a vyvýšené tribuny bývalých budov vojenského tábora Obstans.